# Tobias Fjeld Gulliksen
Tobias Fjeld Gulliksen (Drammen, 2003. július 9. –) norvég korosztályos válogatott labdarúgó, a Bodø/Glimt csatárja.

## Pályafutása

### Klubcsapatokban
Gulliksen a norvégiai Drammen városában született. Az ifjúsági pályafutását a helyi Konnerudnál kezdte. 2015-ben átigazolt a Strømsgodset akadémiájához.
2020-ban mutatkozott be a Strømsgodset első osztályban szereplő felnőtt csapatában. Először a 2020. június 28-ai, Aalesund elleni mérkőzés a 90. percében, Niklas Gunnarsson cseréjeként lépett pályára. Első gólját 2021. július 21-én, az Odd ellen 3–0-ás győzelemmel zárult találkozón szerezte. 2023. augusztus 1-jén szerződést kötött a Bodø/Glimt együttesével.

### A válogatottban
Gulliksen az U16-ostól az U21-es korosztályú válogatottig minden korosztályos válogatottban képviselte Norvégiát.

## Statisztikák
2023. július 3. szerint
| Klub         | Szezon   | Osztály     | Bajnokság | Bajnokság | Kupa  | Kupa | Nemzetközi | Nemzetközi | Összesen | Összesen |
| Klub         | Szezon   | Osztály     | Meccs     | Gól       | Meccs | Gól  | Meccs      | Gól        | Meccs    | Gól      |
| ------------ | -------- | ----------- | --------- | --------- | ----- | ---- | ---------- | ---------- | -------- | -------- |
| Strømsgodset | 2020     | Eliteserien | 7         | 0         | 0     | 0    | —          | —          | 7        | 0        |
| Strømsgodset | 2021     | Eliteserien | 27        | 5         | 1     | 0    | —          | —          | 28       | 5        |
| Strømsgodset | 2022     | Eliteserien | 22        | 2         | 3     | 1    | —          | —          | 25       | 3        |
| Strømsgodset | 2023     | Eliteserien | 12        | 1         | 2     | 1    | —          | —          | 14       | 2        |
| Strømsgodset | Összesen | Összesen    | 68        | 8         | 6     | 2    | 0          | 0          | 74       | 10       |
| Összesen     | Összesen | Összesen    | 68        | 8         | 6     | 2    | 0          | 0          | 74       | 10       |